# Ricardo Ezzati Andrello
Ricardo Ezzati Andrello SDB (Campiglia dei Berici, 7 januari 1942) is een Italiaans-Chileens geestelijke en een kardinaal van de Rooms-Katholieke Kerk.
Ezzati Andrello, die in Italië werd geboren, emigreerde in 1959 naar Chili, waar hij in 1966 intrad bij de orde der Salesianen. Hij werd op 18 maart 1970 priester gewijd. Op 28 juni 1996 werd hij benoemd tot bisschop van Valdivia; zijn bisschopswijding vond plaats op 8 september 1996.
Ezzati Andrello werd op 10 juli 2001 benoemd tot hulpbisschop van (het veel grotere aartsbisdom) Santiago de Chile en tot titulair bisschop van La Imperial. Op 27 december 2006 werd hij benoemd tot aartsbisschop van Concepción. Op 15 december 2010 volgde zijn benoeming tot aartsbisschop van Santiago de Chile, waarmee hij de facto de primaat van Chili werd.
Van 2010 tot 2016 was Ezzati Andrello tevens voorzitter van de Chileense bisschoppenconferentie.
Ezzati Andrello werd tijdens het consistorie van 22 februari 2014 kardinaal gecreëerd. Hij kreeg de rang van kardinaal-priester. Zijn titelkerk werd de Santissimo Redentore a Valmelaina.
Ezzati Andrello ging op 23 maart 2019 met emeritaat. Op 7 januari 2022 verloor hij - in verband met het bereiken van de 80-jarige leeftijd - het recht om deel te nemen aan een toekomstig conclaaf.
- Gemeinsame Normdatei: 1059408651
- Istituto Centrale per il Catalogo Unico: LIGV062588
- Virtual International Authority File: 311416407
- WorldCat: E39PBJbH3JP8qJwhwpCyCDY773